# Prosjak Luka
Prosjak Luka, roman Augusta Šenoe, objavljen 1879.
Radnja se događa u malom selu Jelenju uz obale Save, u 19. stoljeću. Seljani su lijeni, nepošteni i rado odlaze u krčmu, dok tek rijetki pošteno rade. Protagonist Luka često prolazi kroz Jelenje - proživio je bolno djetinjstvo te se kao odrastao čovjek bavi raznim, pa i nezakonitim poslovima, kako bi preživio. Riđe je i kuštrave kose, odjeven u stare krpe. Zaljubljuje se u Jelenjanku Maru iz imućnije obitelji i želi postati pošten. Međutim, Mara je zaljubljena u susjeda Andru, iako su njihovi očevi u svađi.

## Vanjske poveznice
- August Šenoa, Prosjak Luka, knjiga u PDF-u